# Permanganat d'amoni
El permanganat d'amoni és un compost inorgànic, del grup de les sals, que està constituït per anions permanganat {\displaystyle {\ce {MnO4-}}} i cations amoni {\displaystyle {\ce {NH4+}}}, la qual fórmula química és {\displaystyle {\ce {NH4MnO4}}}. S'utilitza en operacions de blanqueig i tenyiment a la indústria tèxtil i del cuir.
S'obté per reacció del permanganat de potassi {\displaystyle {\ce {KMnO4}}} amb el clorur d'amoni {\displaystyle {\ce {NH4Cl}}}:{\displaystyle {\ce {KMnO4 + NH4Cl -> NH4MnO4 + KCl}}}

## Propietats
El permanganat d'amoni es presenta com un sòlid cristal·lí de color violat fosc, quasi negre. Cristal·litza en el sistema ortoròmbic, grup espacial Pnma. Quan s'escalfa es descompon als 120 °C donant principalment òxid de manganès(III) {\displaystyle {\ce {Mn2O3}}} juntament amb òxid de manganès(IV) {\displaystyle {\ce {MnO2}}}, nitrat d'amoni {\displaystyle {\ce {NH4NO3}}} i aigua. També pot explotar per fricció o per xocs. És tòxic per inhalació o ingestió.